# Microdesmis magallanensis
Microdesmis magallanensis là một loài thực vật có hoa trong họ Pandaceae. Loài này được (Elmer) Steenis mô tả khoa học đầu tiên năm 1955.